# Андреевское (Кировская область)
Андреевское — упраздненное в 1994 году село в Лузском районе Кировской области России. Входила на год упразднения в состав Грибошинского сельсовета. Ныне находится в Лузском муниципальном округе.

## География
Деревня находилась в северо-западной части региона, в подзоне средней тайги, на левом берегу реки Лузы, к востоку от автодороги 33Р-021, на расстоянии приблизительно 47 километров (по прямой) к юго-востоку от города Лузы, административного центра района.

## Климат
Климат характеризуется как умеренно континентальный, с холодной продолжительной зимой и прохладным коротким летом. Средняя температура воздуха самого холодного месяца (января) составляет −14,5 °C (абсолютный минимум — −52 °С); самого тёплого месяца (июля) — 16,7 °C (абсолютный максимум — 35 °С). Годовое количество атмосферных осадков — 638 мм, из которых 310 мм выпадает в период с мая по сентябрь. Период активной вегетации длится 120 дней.

## История
В 1994 году деревню Лопотово и село Андреевское объединили в один населённый пункт — деревню Лопотово Грибошинского сельсовета со снятием с учёта села Андреевское..

## Инфраструктура
Церковь Успения Пресвятой Богородицы

## Транспорт
Село доступно автотранспортом.